# Vendramino Bariviera
Vendramino "Mino" Bariviera (Roma, 28 d'octubre de 1937 – Conegliano, 23 de novembre de 2001) va ser un ciclista que va combinar la carretera amb la pista. Era germà del jugador de bàsquet Renzo Bariviera.
Com a ciclista amateur va prendre part en els Jocs Olímpics de Roma, el 1960, en què abandonà en la cursa en ruta. Fou professional entre el 1961 i el 1967 i en el seu palmarès destaquen sis etapes al Giro d'Itàlia, tres d'elles en l'edició de 1963.
Una vegada retirat va exercir de director esportiu en diferents equips ciclistes.

## Palmarès
- 1958
  - 1r al Giro del Piave
  - 1r a la Coppa Mengoli
  - Vencedor d'una etapa a la Ruta d'Or
  - Vencedor d'una etapa a la Cursa de la Pau
- 1959
  - 1r al Trofeu Minardi
  - 1r al Trofeu Piva
- 1960
  - 1r al Giro de Romanya amateur
  - 1r a La Popolarissima
- 1962
  - 1r a la Milà-Vignola
  - 1r a la Verona-San Pellegrino
- 1963
  - 1r al Gran Premi de la Indústria i el Comerç de Prato
  - Vencedor de 3 etapes al Giro d'Itàlia
- 1964
  - Vencedor d'una etapa al Giro d'Itàlia
- 1966
  - Vencedor de 2 etapes al Giro d'Itàlia

### Resultats al Tour de França
- 1963: Abandona (8a etapa)

### Resultats al Giro d'Itàlia
- 1961. Fora de control (7 etapa)
- 1962. Abandona (7a etapa)
- 1963. 53è de la classificació general. Vencedor de 3 etapes
- 1964. 61è de la classificació general. Vencedor d'una etapa
- 1965. 43è de la classificació general
- 1966. 53è de la classificació general. Vencedor de 2 etapes
- 1967. Abandona (8a etapa)